# Suite (Cassadó)
La Suite para violonchelo solo de Gaspar Cassadó, al igual que el Concierto para violonchelo en re menor y el Trío para piano, proviene de su época más prolífica, a mediados de la década de 1920. 
Está dedicada a Francesco von Mendelssohn con affettuosa e profonda amicizia (con afectuosa y profunda amistad).
La Suite consta de tres movimientos de estilo danza: Preludio-Fantasia - una Zarabanda; Sardana; y Intermezzo e Danza Finale - una Jota. El primer movimiento cita la Sonata para violoncello solo, Op. 8 de Zoltán Kodály, y el famoso solo de flauta del ballet Daphnis et Chloé de Maurice Ravel. 
Esta suite fue popularizada por el violonchelista János Starker.